# Directe actie
Directe actie is een methode en een theoretische benadering voor het tegengaan en stoppen van politiek of sociaal onwenselijk geachte processen of het bevorderen van meer gewenste processen. Dit wordt gedaan door middel van acties, zoals het opwerpen van barricades, het kraken van leegstaande panden, stakingen, bezettingen, adbusten, het vernietigen van velden met genetisch gemanipuleerde gewassen en andere vormen van sabotage.
Directe actie omvat een scala van acties, van protest en burgerlijke ongehoorzaamheid tot vormen van revolutie. De meeste acties zijn geïnspireerd  door socialistische of anarchistische politieke idealen.

## Actievormen
Veel gebruikte vormen van directe actie zijn bij wet verboden. De activisten zelf echter zien directe actie als een legitiem politiek actiemiddel dat onderdeel is van een politieke strijd om de maatschappij te veranderen. 
Anarcho-Syndicalisten verstaan onder directe actie elke strijdmethode door de arbeiders tegen hun economische en politieke onderdrukkers. Rudolf Rocker onderscheidde 5 vormen van directe actie: de staking, in al zijn gradaties, van de eenvoudige loon-strijd tot de algemene staking, de boycot, sabotage in zijn talloze vormen, anti-militaristische propaganda en, in bijzonder kritieke gevallen, bijvoorbeeld tijdens de Spaanse Burgeroorlog, gewapend verzet van het volk voor de bescherming van leven en vrijheid.
Organisaties als GroenFront! ondernemen directe acties waar bezettingen, sabotage en kraken onder vallen. Een ander voorbeeld van een actiegroep die radicale actievormen gebruikt is de Anti-Fascistische Actie, ook wel AFA genoemd. Zij hebben tot doel het bestrijden van (extreem)rechts door middel van onder meer demonstraties.
Andere activisten gebruiken bijvoorbeeld sit-ins en andere vormen van 'geweldloze directe actie' (Non-Violent Direct Action, NVDA). Een voorwaarde voor veel activisten die deze naam hanteren is dat er geen geweld tegen mens of dier tot stand wordt gebracht door de actie. Deze interpretatie laat dus uitdrukkelijk wel ruimte voor vernietiging van goederen en sabotage.
Behalve directe actie voeren om te protesteren tegen, kan men ook directe actie voeren om een alternatief te bieden. Zo zijn er in veel grote steden weggeefwinkels, als alternatief voor kapitalisme en de weggooicultuur, maar ook het oprichten van vrijplaatsen, als alternatief voor de commerciële cultuur, en permacultureel tuinieren, als alternatief voor de gentech-gewassen, kunnen als directe actie gezien worden.

## Theorie
De theoretische basis van de directe actie werd door William Mellor gelegd in zijn Direct Action uit 1920. Mellor plaatste directe actie vooral in de context van het arbeidsconflict, waarbij hij directe actie zowel als een middel voor arbeidgever als arbeidnemer zag, hij definieerde directe actie als "het gebruik van vormen van economische macht om doelen te bereiken die wenselijk zijn voor de houders van die macht". 
Daarvoor had anarchiste en feministe Voltairine de Cleyre in haar werk al directe actie verdedigd als een middel in de strijd om burgerrechten.
Ook de marxistisch filosoof en politicus Antonio Gramsci heeft met zijn theorie van de praxis het belang van de directe actie, door hem praxis genoemd, benadrukt.